# Gia tộc Agilolfing

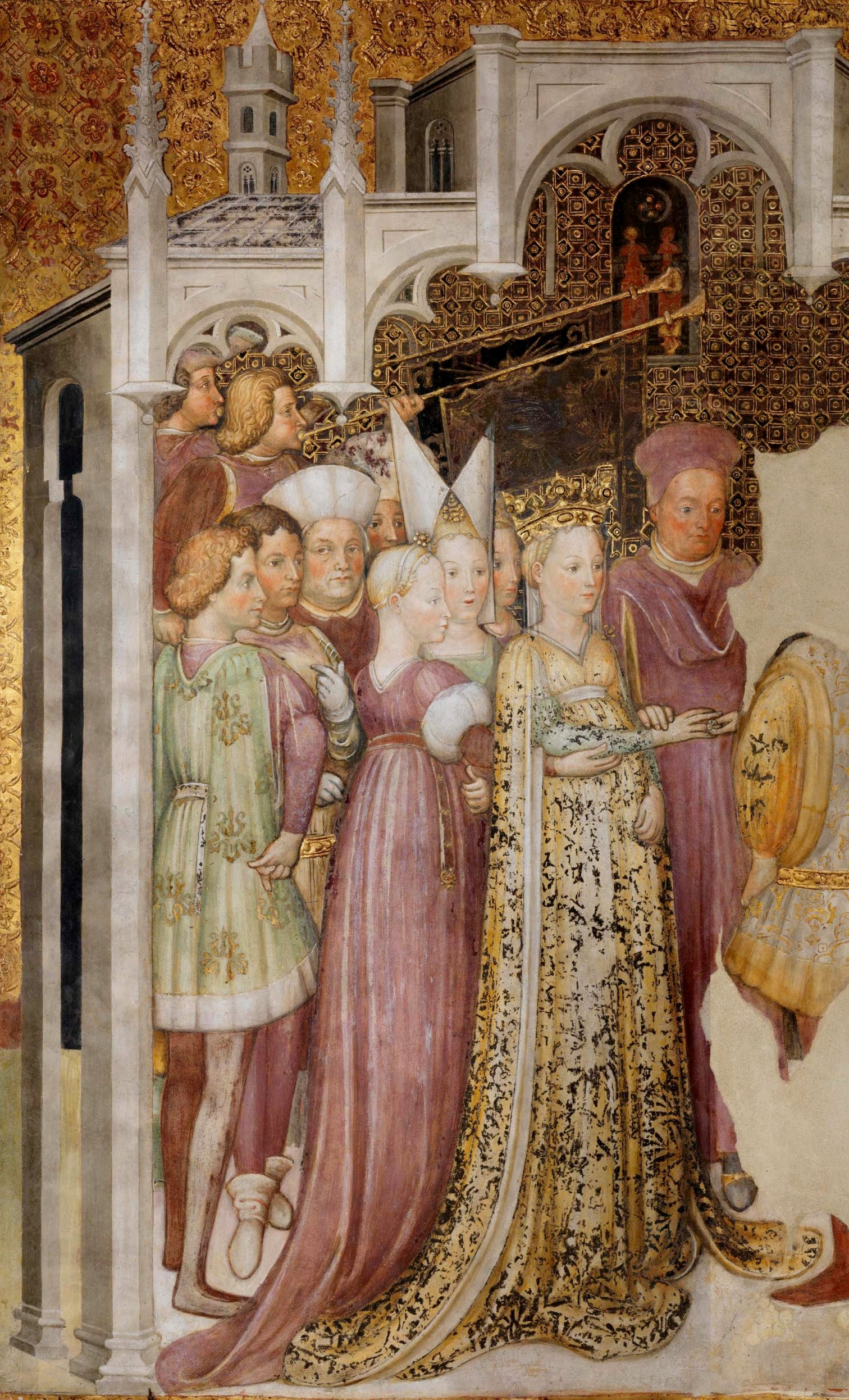
Theodelinda (khoảng 570–628), con gái của Garibald I, bích họa của Zavattari

Nhà Agilolfing (tiếng Pháp: Agilolfingiens; tiếng Đức: Agilolfinger) có lẽ là một gia đình quý tộc người Frank, mà từ thế kỷ 7 các thành viên là công tước của Bayern, Alemannien (Schwaben) và vua của Langobarden. Những thành viên trước đó của nhà Agilolfinger có lẽ đã được tước hiệu công tước từ nhà Meroving. Chỗ cư trú chính của nhà Agilolfinger ở Bayern là ở Regensburg, ở Alemannien là Cannstadt.

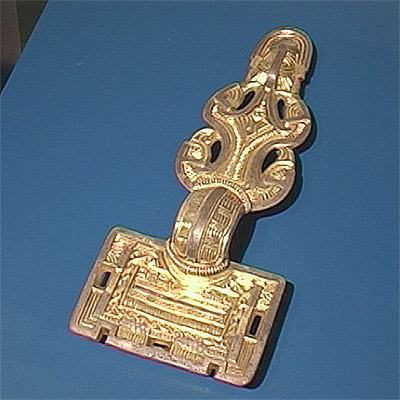
Trang sức cài đầu Bavaria từ thế kỷ VI.

Tassilo III là công tước Bayern cuối cùng của gia tộc Agilolfing; vì tranh chấp chính trị với Charlemagne nên đã bị tước quyền vào năm 787.